# زليقة
الزُلَّيْقَة أو الزُّلَّيْقُ أو الرحيقاني أو الخوخ الأملس أو النكتارين (الاسم العلمي: Prunus persica var. Nucipersica) هو مجموعة متنوعة من الدراق (Prunus persica) الناتجة عن طفرة طبيعية. يتميز بغياب الزغب على الجلد وهو ناعم ولامع ونواة حرة. هناك زليقات بيضاء وصفراء ودَمِيَّة اللون وكذلك أصناف مسطحة.

## الشكل الخارجي
يكون جلد الزليق إما أبيض أو أصفر أو برتقالي أو دمي اللون (اعتمادًا على الصنف) ويمكن فصله بسهولة عن النواة: إنه عبارة عن حسلة ذات نواة حرة.
يرجع غياب شعر النكتارين إلى غياب قاعدة L1 من المرستيم القمي الساقي [الفرنسية]
، بعد طفرة طبيعية.

## الأصل
ربما يكون موطن الزليق هو الصين، مثل الدراق.
في عام 1630، زُرعت ستة أنواع من الزليق في إنجلترا. أدخلها الإسبان إلى الولايات المتحدة في عام 1722 وتضاعفت إلى درجة اعتقد علماء النبات أنها من الأنواع المحلية.  ستنتشر ثقافتها بشكل خاص في كاليفورنيا، حيث يوجد أكثر من 150 نوعًا تم الحصول عليها عن طريق التهجين والاصطفاء. الولايات المتحدة هي الآن أكبر منتج في العالم لكل من الخوخ والزليق.  عادت هذه الفاكهة إلى الموضة في أوروبا بعد الحرب العالمية الثانية.

## القيمة الغذائية
يحتوي الزليق على نسبة عالية من مضادات الأكسدة وفيتامين أ وفيتامين ج وبيتا كاروتين والبوتاسيوم.